# PC・GIGA
PC・GIGA（ピーシー・ギガ）とは、株式会社インフォレストが発行していた雑誌。
1999年8月創刊。当初は不定期刊で、2001年4月号より毎月1日発行の月刊誌となった。2010年12月休刊。

## 概要
「パソコンエンターテインメント総合雑誌」と題し、パソコンで使えるフリーソフトやウェブサイト、パソコン周辺機器やIT関連商品の特集、パソコンのウイルス対策に関する記事を掲載していた。Windowsに対応するDVD-ROMが毎号に付属しており、記事の紹介や取り上げた無料ソフトなどが収録されていた。
違法性のありそうな記事も多く、アングラ色が強かった。新たなファイル交換ソフトとして「BitTorrent」の使い方を事細かに説明していたほか、各種ファイル交換ソフトで流出したファイルの話題や新作アダルトビデオ、裏ツールや無料で使えるネットアプリの紹介など、情報は多岐にわたっていた。「告発!!非合法アジアンサイト」などの特集記事では、中国ほかアジア各国で運営されている楽曲やPVを非合法にダウンロードできるウェブサイトを紹介していた。
巻末の広告には出会い系サイトの広告が多かった。
エミュレーター研究室というコーナーではエミュレーターに関する記事も載っていた。この手の雑誌としては珍しく、ソフトやBIOSのデータ化の方法から解説されており、このコーナーに限れば違法性が薄かった。